# Вирма (река, впадает в Онежскую губу)
Вирма — река в России, протекает по территории Сумпосадского сельского поселения Беломорского района Республики Карелии. Длина реки — 29 км, площадь водосборного бассейна — 274 км².

## Физико-географическая характеристика

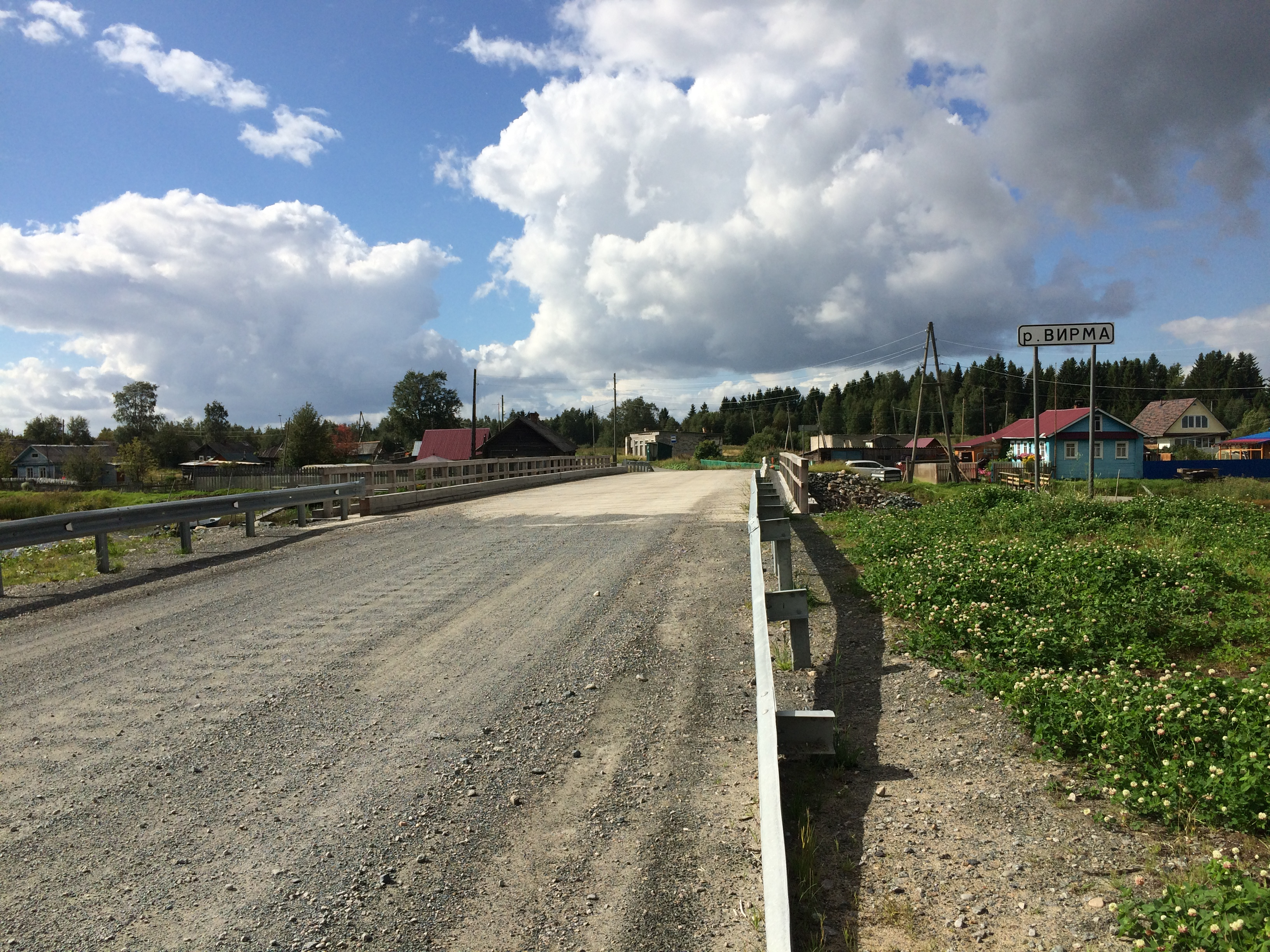
Автомобильный мост, табличка с названием

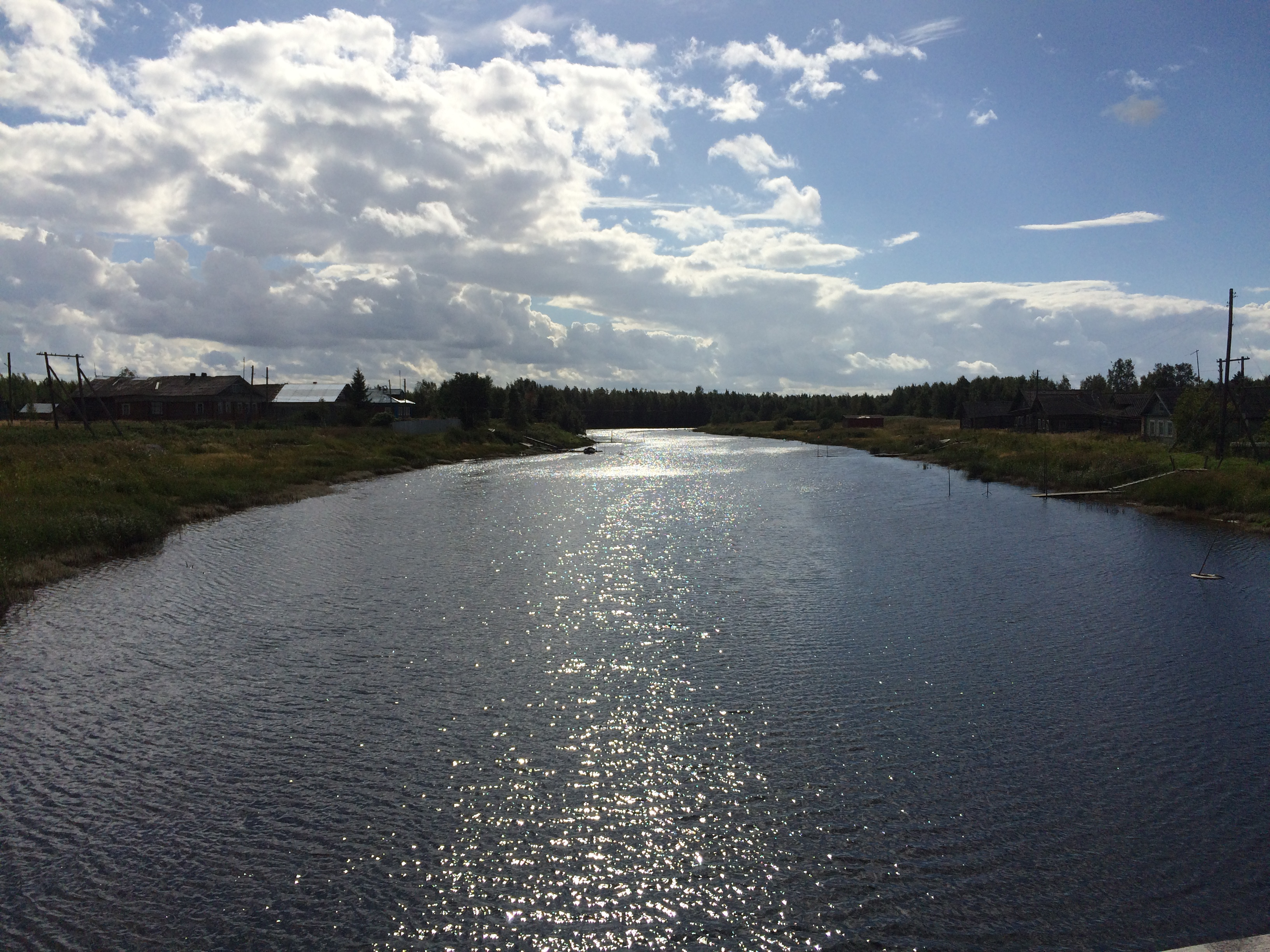
Вид против течения

Река берёт начало из Вирмозера (в которое впадает река Чекша) на высоте 68,0 м над уровнем моря и далее течёт преимущественно в северном направлении по частично заболоченной местности.
Река в общей сложности имеет 36 малых притоков суммарной длиной 68 км.
Устье реки находится на Поморском берегу Онежской губы Белого моря.
В нижнем течении Вирма пересекает железную дорогу Беломорск — Обозерская, а также параллельно ей идущую дорогу местного значения 86К-20 («Беломорск — Сумпосад — Вирандозеро — Нюхча»), протекая через село Вирма.
Код объекта в государственном водном реестре — 02020001412102000007006.

## Притоки
- Рябручей
- Ларионов